# Scenes of Irish Life at Dublin
Scenes of Irish Life at Dublin è un cortometraggio muto del 1912. Il nome del regista non viene riportato nei credit del film.

## Produzione
Il film fu prodotto dalla Vitagraph Company of America e venne girato in Irlanda, a Dublino.

## Distribuzione
Distribuito dalla General Film Company, il film - un documentario di 90 metri - uscì nelle sale cinematografiche statunitensi il 23 ottobre 1912, mentre nel Regno Unito fu distribuito il 30 gennaio 1913 con il titolo Scenes of Irish Life in Dublin. Nelle proiezioni, veniva programmato con il sistema dello split reel, accorpato in un'unica bobina con un altro cortometraggio prodotto dalla Vitagraph, la commedia An Expensive Shine.